# Hippocephala fuscostriata
Hippocephala fuscostriata är en skalbaggsart som beskrevs av Stefan von Breuning 1940. Hippocephala fuscostriata ingår i släktet Hippocephala och familjen långhorningar. Inga underarter finns listade i Catalogue of Life.